# Visovac
 Ovo je glavno značenje pojma Visovac. Za otok kod Murvenjaka, zapadno od Murtera pogledajte Visovac (Murvenjak).
Visovac je otok u istoimenom jezeru na području nacionalnog parka Krka, spada pod župu Dubravice. Od Skradina je udaljen 15 minuta (10 kilometara), te od Drniša 10 minuta. Na otoku se nalazi crkva iz 17. stoljeća i franjevački samostan. Najstariji očuvani dijelovi kompleksa su bunarska kruna iz 14. stoljeća, te dijelovi samostanskog klaustra iz 15. stoljeća. 
U samostanu se čuva vrlo vrijedna zbirka knjiga, umjetnina i ostalih važnih dokumenata. 

## Naziv
Gašpar Vinjalić u knjizi o Slavenima u Dalmaciji, Hrvatskoj i Bosni navodi podatak da se otok ranije zvao Bijela stijena i da su Turci novodoseljene franjevce objesili, pa je po tome što vise otok dobio ime Visovac.

## Povijest
Visovac se prvi puta spominje 1345. u darovnici kralja Ljudevita Anžuvinskog koji je grad Rog i otok Visovac darovao knezu Budislavu Ugriniću. Nedugo nakon toga na otok su se pod zaštitom hrvatskih velmoža naselili pustinjaci sv. Augustina koji su izgradili maleni samostan i crkvicu posvećenu sv. Pavlu. 
Godine 1440. na Visovac dolaze franjevci Franjevci provincije Presvetog Otkupitelja i ostaju sve do današnjih dana. Do posjeda su došli nakon što je zadnji izdanak obitelji Nelipić, knez Ivaniš † 1434.) posinio je svoga zeta Anža Frankopana i predao mu u nasljedstvo Kamičak i okolne posjede. Međutim, kralj nije priznao baštinsko pravo pa je Kamičak 1445. godine preuzeo Grgur Utješinović koji je franjevcima darovao otok Visovac. Nakon Utješinovića Kamičkom vladaju braća Halapići. Godine 1523. Kamičak su osvojili i porušili Turci.
Dragutin Franić je u putopisnoj knjizi "S gjacima..." o Visovcu napisao: "Na Visovcu je samostan Franjevaca koji se spominje od 1400. (Lapis Alba). Osmanlije 1645. pogubiše dva nemoćna franjevca. Obnovljen je i opet nastanjen 1676. a tada je tu novicijat za franjevačke klerike koji svoje nauke svršavaju u Sinju. Sačuvalo se više osmanlijskih listina i sultanskih fermana. Dragocjenost je žrtvenik sa čudotvornim propelom." (str. 308.).

## Vanjske poveznice
- Visovac na stranicama Turističke zajednice Šibensko-kninske županije  Arhivirana inačica izvorne stranice od 2. srpnja 2012. (Wayback Machine)
- Samostan Visovac na stranicama Franjevačke provincije Presvetog Otkupitelja